# Andoni Zubizarreta
Andoni Zubizarreta Urreta (AFI: [andoni s̻uβis̻areta ureta]; Vitoria, 23 ottobre 1961) è un dirigente sportivo ed ex calciatore spagnolo di origini basche, di ruolo portiere.
Durante la sua carriera, ha vinto 6 campionati spagnoli, 3 Coppe di Spagna, 3 Supercoppe di Spagna, 1 Coppa dei Campioni, 1 Coppa delle Coppe e 1 Supercoppa UEFA.
Con la nazionale spagnola ha disputato 4 Mondiali e 3 Europei.
Individualmente, è stato premiato nel 1987 con il trofeo Zamora e con il titolo di calciatore spagnolo dell'anno.
Considerato uno dei più forti portieri degli anni 1990, oltre che uno dei migliori nella storia della Spagna, è uno dei calciatori con almeno 1 000 presenze in carriera, occupando il 31º posto con 1 020 presenze.

## Caratteristiche tecniche
Portiere longevo e carismatico, spiccava per l'abilità nelle uscite.

## Carriera

### Giocatore
Nato nei Paesi Baschi della Spagna, cominciò a giocare nell'Aretxabaleta, squadra della sua città, a 16 anni nel 1977, per trasferirsi poi all'Alavés per la stagione 1979-1980.
Trasferitosi all'Athletic Bilbao, la maggior squadra dei Paesi Baschi, fu tra i protagonisti della grande squadra guidata da Javier Clemente. Dopo il suo esordio in "Primera" non ancora ventenne, il 19 settembre 1981, vinse due campionati consecutivi con la maglia biancorossa dell'Athletic, nel 1982-1983 e 1983-1984, la Coppa del Re 1983-1984 e la Supercoppa spagnola 1984, anno in cui venne anche convocato per il campionato europeo in Francia come portiere di riserva.
Il 23 gennaio 1985 disputò la sua prima partita con la Nazionale spagnola contro la Finlandia, giocando poi i mondiali del 1986. Considerato il miglior portiere spagnolo dell'epoca, passò al Barcellona.
Conquistò la sua seconda Coppa del Re nel 1988, poi con l'avvento dell'allenatore olandese Johan Cruijff nel 1989 iniziò a delinearsi una delle squadre più forti di tutti i tempi. Zubizarreta, pur rimanendo fra i migliori portieri al mondo, era costretto dal gioco molto propenso all'attacco del tecnico olandese a giocare sempre più spesso di piede, suo punto debole.
Nel 1990 disputò con la nazionale spagnola il suo secondo mondiale, senza molte fortune, mentre con il Barcellona si tolse parecchie soddisfazioni: 4 titoli nazionali consecutivi fra il 1991 e il 1994, la Coppa dei Campioni conquistata a scapito della Sampdoria nel 1992, oltre alla Coppa del Re (la sua terza) nel 1990 e la Supercoppa Europea nel 1992. Da non dimenticare nemmeno le due Supercoppe spagnole vinte in azulgrana nel 1992 e 1993. Sempre nel 1992 si classificò 2º nella classifica IFFHS dei migliori portieri dell'anno, alle spalle di Peter Schmeichel.
Nel 1994 arrivò a disputare la finale di Coppa dei Campioni ad Atene, vinta dal Milan per 4-0. Da sottolineare il gol del 3-0 di Dejan Savićević, un pallonetto che lo ha trovato impreparato fuori area. Successivamente, nonostante i suoi grandi meriti per la causa del Barcellona, fu presto ceduto al Valencia.
Nonostante ciò rimase il portiere titolare della nazionale spagnola ai mondiali statunitensi e giocò altre quattro stagioni ad altissimo livello, chiudendo la carriera dopo il suo quarto mondiale anche a causa di una clamorosa "papera" che si trasformò in autorete che costò alla Spagna la sconfitta contro la Nigeria. In nazionale collezionò 126 partite, di cui 16 ai mondiali, subendo un totale di 103 reti.
A livello di club disputò 622 partite di campionato in Primera, con il record di essere stato il primo giocatore a superare i 50 000 minuti di gioco nella massima divisione spagnola. Ha vinto inoltre il Trofeo Zamora nella stagione 1986-1987 (premio assegnato al portiere della massima serie spagnola che ha subito il minor numero di reti).
In carriera ha giocato anche 4 partite con la Selezione di calcio dei Paesi Baschi.

### Dirigente
Dal 2001 è stato direttore generale dell'Athletic Bilbao. Viene esonerato il 10 novembre 2004 dal nuovo presidente Fernando Lamikiz. Il 2 luglio 2010 è diventato direttore sportivo del Barcellona. Il 5 gennaio 2015, contestato da stampa e tifosi, ha rescisso il suo contratto con il club catalano dopo la sanzione della Fifa che ha impedito ai blaugrana di fare mercato in entrata fino al 2016.
Il 27 ottobre 2016, è nominato direttore sportivo dell'Olympique Marsiglia dall'attuale presidente Jacques-Henri Eyraud. Il 14 maggio 2020 lascia il Marsiglia.

## Statistiche

### Presenze e reti nei club
| Stagione               | Squadra                | Campionato             | Campionato | Campionato | Coppe nazionali | Coppe nazionali | Coppe nazionali | Coppe continentali | Coppe continentali | Coppe continentali | Altre coppe | Altre coppe | Altre coppe  | Totale | Totale |
| Stagione               | Squadra                | Comp                   | Pres       | Reti       | Comp            | Pres            | Reti            | Comp               | Pres               | Reti               | Comp        | Pres        | Reti         | Pres   | Reti   |
| ---------------------- | ---------------------- | ---------------------- | ---------- | ---------- | --------------- | --------------- | --------------- | ------------------ | ------------------ | ------------------ | ----------- | ----------- | ------------ | ------ | ------ |
| 1977-1978              | UD Aretxabaleta        | DR                     | ?          | -?         |                 | -               | -               | -                  | -                  | -                  | -           | -           | -            | ?      | -?     |
| 1978-1979              | UD Aretxabaleta        | DR                     | ?          | -?         |                 | -               | -               | -                  | -                  | -                  | -           | -           | -            | ?      | -?     |
| Totale UD Aretxabaleta | Totale UD Aretxabaleta | Totale UD Aretxabaleta | ?          | -?         |                 | -               | -               |                    | -                  | -                  |             | -           | -            | ?      | -?     |
| 1979-1980              | Alavés Aficionados     | TD                     | 32         | ?          |                 | -               | -               | -                  | -                  | -                  | -           | -           | -            | 32     | ?      |
| 1979-1980              | Alavés                 | SD                     | -          | -          | CR              | -               | -               | -                  | -                  | -                  | -           | -           | -            | -      | -      |
| 1980-1981              | Alavés                 | SD                     | -          | -          | CR              | 4               | -6              | -                  | -                  | -                  | -           | -           | -            | 4      | -6     |
| Totale Alaves          | Totale Alaves          | Totale Alaves          | -          | -          |                 | 4               | -6              |                    | -                  | -                  |             | -           | -            | 4      | -6     |
| 1980-1981              | Bilbao Athletic        | SDB                    | 7          | -5         | -               | -               | -               | -                  | -                  | -                  | -           | -           | -            | 7      | -5     |
| 1981-1982              | Athletic Bilbao        | PD                     | 34         | -41        | CR              | 11              | -8              | -                  | -                  | -                  | -           | -           | -            | 45     | -49    |
| 1982-1983              | Athletic Bilbao        | PD                     | 34         | -36        | CR              | 8               | -4              | CU                 | 2                  | -3                 | CL          | 4           | -6           | 50     | -49    |
| 1983-1984              | Athletic Bilbao        | PD                     | 34         | -30        | CR              | 9               | -4              | CC                 | 4                  | -3                 | SS          | 2           | -3           | 49     | -40    |
| 1984-1985              | Athletic Bilbao        | PD                     | 33         | -23        | CR              | 12              | -8              | CC                 | 2                  | -3                 | CL          | 4           | -6           | 51     | -40    |
| 1985-1986              | Athletic Bilbao        | PD                     | 34         | -31        | CR              | 6               | -5              | CU                 | 6                  | -6                 | -           | -           | -            | 46     | -42    |
| Totale Athletic Bilbao | Totale Athletic Bilbao | Totale Athletic Bilbao | 169        | -161       |                 | 46              | -29             |                    | 14                 | -15                |             | 10          | -15          | 239    | -220   |
| 1986-1987              | Barcellona             | PD                     | 44         | -29        | CR              | 2               | -1              | CU                 | 8                  | -6                 | -           | -           | -            | 54     | -36    |
| 1987-1988              | Barcellona             | PD                     | 38         | -44        | CR              | 9               | -2              | CU                 | 8                  | -4                 | -           | -           | -            | 55     | -50    |
| 1988-1989              | Barcellona             | PD                     | 36         | -25        | CR              | 2               | -7              | CdC                | 9                  | -5                 | SS          | 2           | -3           | 49     | -40    |
| 1989-1990              | Barcellona             | PD                     | 35         | -37        | CR              | 7               | -5              | CdC                | 4                  | -4                 | SU          | 2           | -2           | 48     | -48    |
| 1990-1991              | Barcellona             | PD                     | 38         | -33        | CR              | 6               | -5              | CdC                | 8                  | -9                 | SS          | 2           | -5           | 54     | -52    |
| 1991-1992              | Barcellona             | PD                     | 38         | -37        | CR              | 0               | 0               | CC                 | 11                 | -8                 | SS          | 2           | -1           | 51     | -46    |
| 1992-1993              | Barcellona             | PD                     | 38         | -34        | CR              | 6               | -4              | UCL                | 4                  | -4                 | SS+SU+Cint  | 2+2+1       | -2 + -2 + -2 | 53     | -48    |
| 1993-1994              | Barcellona             | PD                     | 34         | -37        | CR              | 0               | 0               | UCL                | 12                 | -12                | SS          | 0           | 0            | 46     | -49    |
| Totale Barcellona      | Totale Barcellona      | Totale Barcellona      | 301        | -276       |                 | 32              | -24             |                    | 64                 | -52                |             | 13          | -17          | 410    | -369   |
| 1994-1995              | Valencia               | PD                     | 38         | -48        | CR              | 10              | -9              | -                  | -                  | -                  | -           | -           | -            | 48     | -57    |
| 1995-1996              | Valencia               | PD                     | 39         | -44        | CR              | 8               | -8              | -                  | -                  | -                  | -           | -           | -            | 47     | -52    |
| 1996-1997              | Valencia               | PD                     | 41         | -56        | CR              | 2               | -2              | CU                 | 6                  | -4                 | -           | -           | -            | 49     | -62    |
| 1997-1998              | Valencia               | PD                     | 34         | -40        | CR              | 6               | -7              | -                  | -                  | -                  | -           | -           | -            | 40     | -47    |
| Totale Valencia        | Totale Valencia        | Totale Valencia        | 152        | -188       |                 | 26              | -26             |                    | 6                  | -4                 |             |             |              | 184    | -218   |
| Totale carriera        | Totale carriera        | Totale carriera        | 661+       | -630+      |                 | 108             | -85             |                    | 84                 | -71                |             | 23          | -32          | 876+   | -818+  |

### Cronologia presenze e punti in nazionale
| Cronologia completa delle presenze e delle reti in nazionale ― Spagna | Cronologia completa delle presenze e delle reti in nazionale ― Spagna | Cronologia completa delle presenze e delle reti in nazionale ― Spagna | Cronologia completa delle presenze e delle reti in nazionale ― Spagna | Cronologia completa delle presenze e delle reti in nazionale ― Spagna | Cronologia completa delle presenze e delle reti in nazionale ― Spagna | Cronologia completa delle presenze e delle reti in nazionale ― Spagna | Cronologia completa delle presenze e delle reti in nazionale ― Spagna |
| Data                                                                  | Città                                                                 | In casa                                                               | Risultato                                                             | Ospiti                                                                | Competizione                                                          | Reti                                                                  | Note                                                                  |
| --------------------------------------------------------------------- | --------------------------------------------------------------------- | --------------------------------------------------------------------- | --------------------------------------------------------------------- | --------------------------------------------------------------------- | --------------------------------------------------------------------- | --------------------------------------------------------------------- | --------------------------------------------------------------------- |
| 23-1-1985                                                             | Alicante                                                              | Spagna                                                                | 3 – 1                                                                 | Finlandia                                                             | Amichevole                                                            | -                                                                     | 46’                                                                   |
| 26-5-1985                                                             | Cork                                                                  | Irlanda                                                               | 0 – 0                                                                 | Spagna                                                                | Amichevole                                                            | -                                                                     |                                                                       |
| 12-6-1985                                                             | Reykjavík                                                             | Islanda                                                               | 1 – 2                                                                 | Spagna                                                                | Qual. Mondiali 1986                                                   | -1                                                                    |                                                                       |
| 25-9-1985                                                             | Saragozza                                                             | Spagna                                                                | 2 – 1                                                                 | Islanda                                                               | Amichevole                                                            | -1                                                                    |                                                                       |
| 20-11-1985                                                            | Saragozza                                                             | Spagna                                                                | 0 – 0                                                                 | Austria                                                               | Amichevole                                                            | -                                                                     |                                                                       |
| 18-12-1985                                                            | Saragozza                                                             | Spagna                                                                | 2 – 0                                                                 | Bulgaria                                                              | Amichevole                                                            | -                                                                     |                                                                       |
| 22-1-1986                                                             | Las Palmas                                                            | Spagna                                                                | 2 – 0                                                                 | Unione Sovietica                                                      | Amichevole                                                            | -                                                                     |                                                                       |
| 19-2-1986                                                             | Elche                                                                 | Spagna                                                                | 3 – 0                                                                 | Belgio                                                                | Amichevole                                                            | -                                                                     |                                                                       |
| 26-3-1986                                                             | Cadice                                                                | Spagna                                                                | 3 – 0                                                                 | Polonia                                                               | Amichevole                                                            | -                                                                     |                                                                       |
| 1-6-1986                                                              | Guadalajara                                                           | Spagna                                                                | 0 – 1                                                                 | Brasile                                                               | Mondiali 1986 - 1º turno                                              | -1                                                                    |                                                                       |
| 7-6-1986                                                              | Zapopan                                                               | Irlanda del Nord                                                      | 1 – 2                                                                 | Spagna                                                                | Mondiali 1986 - 1º turno                                              | -1                                                                    |                                                                       |
| 12-6-1986                                                             | Monterrey                                                             | Algeria                                                               | 0 – 3                                                                 | Spagna                                                                | Mondiali 1986 - 1º turno                                              | -                                                                     |                                                                       |
| 18-6-1986                                                             | Santiago de Querétaro                                                 | Danimarca                                                             | 1 – 5                                                                 | Spagna                                                                | Mondiali 1986 - Ottavi di finale                                      | -1                                                                    |                                                                       |
| 22-6-1986                                                             | Puebla de Zaragoza                                                    | Belgio                                                                | 1 – 1 dts (5 – 4 dtr)                                                 | Spagna                                                                | Mondiali 1986 - Quarti di finale                                      | -1                                                                    |                                                                       |
| 24-9-1986                                                             | Gijón                                                                 | Spagna                                                                | 3 – 1                                                                 | Grecia                                                                | Amichevole                                                            | -                                                                     | 75’                                                                   |
| 15-10-1986                                                            | Hannover                                                              | Germania Ovest                                                        | 2 – 2                                                                 | Spagna                                                                | Amichevole                                                            | -2                                                                    |                                                                       |
| 12-11-1986                                                            | Siviglia                                                              | Spagna                                                                | 1 – 0                                                                 | Romania                                                               | Qual. Euro 1988                                                       | -                                                                     |                                                                       |
| 3-12-1986                                                             | Tirana                                                                | Albania                                                               | 1 – 2                                                                 | Spagna                                                                | Qual. Euro 1988                                                       | -1                                                                    |                                                                       |
| 21-1-1987                                                             | Barcellona                                                            | Spagna                                                                | 1 – 1                                                                 | Paesi Bassi                                                           | Amichevole                                                            | -1                                                                    |                                                                       |
| 18-2-1987                                                             | Madrid                                                                | Spagna                                                                | 2 – 4                                                                 | Inghilterra                                                           | Amichevole                                                            | -4                                                                    |                                                                       |
| 1-4-1987                                                              | Vienna                                                                | Austria                                                               | 2 – 3                                                                 | Spagna                                                                | Qual. Euro 1988                                                       | -2                                                                    |                                                                       |
| 29-4-1987                                                             | Bucarest                                                              | Romania                                                               | 3 – 1                                                                 | Spagna                                                                | Qual. Euro 1988                                                       | -3                                                                    |                                                                       |
| 23-9-1987                                                             | Madrid                                                                | Spagna                                                                | 2 – 0                                                                 | Lussemburgo                                                           | Amichevole                                                            | -                                                                     | 74’                                                                   |
| 14-10-1987                                                            | Siviglia                                                              | Spagna                                                                | 2 – 0                                                                 | Austria                                                               | Qual. Euro 1988                                                       | -                                                                     |                                                                       |
| 18-11-1987                                                            | Siviglia                                                              | Spagna                                                                | 5 – 0                                                                 | Albania                                                               | Qual. Euro 1988                                                       | -                                                                     |                                                                       |
| 27-1-1988                                                             | Valencia                                                              | Spagna                                                                | 0 – 0                                                                 | Germania Est                                                          | Amichevole                                                            | -                                                                     | 46’                                                                   |
| 24-2-1988                                                             | Malaga                                                                | Spagna                                                                | 1 – 2                                                                 | Cecoslovacchia                                                        | Amichevole                                                            | -2                                                                    |                                                                       |
| 23-3-1988                                                             | Bordeaux                                                              | Francia                                                               | 2 – 1                                                                 | Spagna                                                                | Amichevole                                                            | -2                                                                    |                                                                       |
| 27-4-1988                                                             | Madrid                                                                | Spagna                                                                | 0 – 0                                                                 | Scozia                                                                | Amichevole                                                            | -                                                                     |                                                                       |
| 1-6-1988                                                              | Salamanca                                                             | Spagna                                                                | 1 – 3                                                                 | Svezia                                                                | Amichevole                                                            | -3                                                                    |                                                                       |
| 5-6-1988                                                              | Basilea                                                               | Svizzera                                                              | 1 – 1                                                                 | Spagna                                                                | Amichevole                                                            | -1                                                                    |                                                                       |
| 11-6-1988                                                             | Hannover                                                              | Spagna                                                                | 3 – 2                                                                 | Danimarca                                                             | Euro 1988 - 1º turno                                                  | -2                                                                    |                                                                       |
| 14-6-1988                                                             | Francoforte                                                           | Italia                                                                | 1 – 0                                                                 | Spagna                                                                | Euro 1988 - 1º turno                                                  | -1                                                                    |                                                                       |
| 17-6-1988                                                             | Monaco di Baviera                                                     | Germania Ovest                                                        | 2 – 0                                                                 | Spagna                                                                | Euro 1988 - 1º turno                                                  | -2                                                                    |                                                                       |
| 14-9-1988                                                             | Oviedo                                                                | Spagna                                                                | 1 – 2                                                                 | Jugoslavia                                                            | Amichevole                                                            | -1                                                                    | 84’                                                                   |
| 12-10-1988                                                            | Siviglia                                                              | Spagna                                                                | 1 – 1                                                                 | Argentina                                                             | Amichevole                                                            | -1                                                                    |                                                                       |
| 16-11-1988                                                            | Siviglia                                                              | Spagna                                                                | 2 – 0                                                                 | Irlanda                                                               | Qual. Mondiali 1990                                                   | -                                                                     |                                                                       |
| 21-12-1988                                                            | Siviglia                                                              | Spagna                                                                | 4 – 0                                                                 | Irlanda del Nord                                                      | Qual. Mondiali 1990                                                   | -                                                                     |                                                                       |
| 22-1-1989                                                             | Ta' Qali                                                              | Malta                                                                 | 0 – 2                                                                 | Spagna                                                                | Qual. Mondiali 1990                                                   | -                                                                     |                                                                       |
| 8-2-1989                                                              | Belfast                                                               | Irlanda del Nord                                                      | 0 – 2                                                                 | Spagna                                                                | Qual. Mondiali 1990                                                   | -                                                                     |                                                                       |
| 23-3-1989                                                             | Siviglia                                                              | Spagna                                                                | 4 – 0                                                                 | Malta                                                                 | Qual. Mondiali 1990                                                   | -                                                                     |                                                                       |
| 26-4-1989                                                             | Dublino                                                               | Irlanda                                                               | 1 – 0                                                                 | Spagna                                                                | Qual. Mondiali 1990                                                   | -1                                                                    |                                                                       |
| 20-9-1989                                                             | La Coruña                                                             | Spagna                                                                | 1 – 0                                                                 | Polonia                                                               | Amichevole                                                            | -                                                                     | 81’                                                                   |
| 11-10-1989                                                            | Budapest                                                              | Ungheria                                                              | 2 – 2                                                                 | Spagna                                                                | Qual. Mondiali 1990                                                   | -2                                                                    | cap.                                                                  |
| 15-11-1989                                                            | Siviglia                                                              | Spagna                                                                | 4 – 0                                                                 | Ungheria                                                              | Qual. Mondiali 1990                                                   | -                                                                     |                                                                       |
| 13-12-1989                                                            | Santa Cruz de Tenerife                                                | Spagna                                                                | 2 – 1                                                                 | Svizzera                                                              | Amichevole                                                            | -1                                                                    |                                                                       |
| 21-2-1990                                                             | Alicante                                                              | Spagna                                                                | 1 – 0                                                                 | Cecoslovacchia                                                        | Amichevole                                                            | -                                                                     |                                                                       |
| 28-3-1990                                                             | Malaga                                                                | Spagna                                                                | 2 – 3                                                                 | Austria                                                               | Amichevole                                                            | -3                                                                    |                                                                       |
| 26-5-1990                                                             | Lubiana                                                               | Jugoslavia                                                            | 0 – 1                                                                 | Spagna                                                                | Amichevole                                                            | -                                                                     |                                                                       |
| 13-6-1990                                                             | Udine                                                                 | Uruguay                                                               | 0 – 0                                                                 | Spagna                                                                | Mondiali 1990 - 1º turno                                              | -                                                                     |                                                                       |
| 17-6-1990                                                             | Udine                                                                 | Corea del Sud                                                         | 1 – 3                                                                 | Spagna                                                                | Mondiali 1990 - 1º turno                                              | -1                                                                    |                                                                       |
| 21-6-1990                                                             | Verona                                                                | Spagna                                                                | 2 – 1                                                                 | Belgio                                                                | Mondiali 1990 - 1º turno                                              | -1                                                                    |                                                                       |
| 26-6-1990                                                             | Verona                                                                | Spagna                                                                | 1 – 2 dts                                                             | Jugoslavia                                                            | Mondiali 1990 - Ottavi di finale                                      | -2                                                                    |                                                                       |
| 12-9-1990                                                             | Gijón                                                                 | Spagna                                                                | 3 – 0                                                                 | Brasile                                                               | Amichevole                                                            | -                                                                     | 71’                                                                   |
| 10-10-1990                                                            | Siviglia                                                              | Spagna                                                                | 2 – 1                                                                 | Islanda                                                               | Qual. Euro 1992                                                       | -1                                                                    |                                                                       |
| 14-11-1990                                                            | Praga                                                                 | Cecoslovacchia                                                        | 3 – 2                                                                 | Spagna                                                                | Qual. Euro 1992                                                       | -3                                                                    | 9’                                                                    |
| 19-12-1990                                                            | Siviglia                                                              | Spagna                                                                | 9 – 0                                                                 | Albania                                                               | Qual. Euro 1992                                                       | -                                                                     |                                                                       |
| 16-1-1991                                                             | Castellón de la Plana                                                 | Spagna                                                                | 1 – 1                                                                 | Portogallo                                                            | Amichevole                                                            | -1                                                                    | 83’                                                                   |
| 20-2-1991                                                             | Parigi                                                                | Francia                                                               | 3 – 1                                                                 | Spagna                                                                | Qual. Euro 1992                                                       | -3                                                                    |                                                                       |
| 27-3-1991                                                             | Santander                                                             | Spagna                                                                | 2 – 4                                                                 | Ungheria                                                              | Amichevole                                                            | -1                                                                    | cap. 46’                                                              |
| 17-4-1991                                                             | Cáceres                                                               | Spagna                                                                | 0 – 2                                                                 | Romania                                                               | Amichevole                                                            | -2                                                                    | 84’                                                                   |
| 4-9-1991                                                              | Oviedo                                                                | Spagna                                                                | 2 – 1                                                                 | Uruguay                                                               | Amichevole                                                            | -1                                                                    | 83’                                                                   |
| 25-9-1991                                                             | Reykjavík                                                             | Islanda                                                               | 2 – 0                                                                 | Spagna                                                                | Qual. Euro 1992                                                       | -2                                                                    |                                                                       |
| 12-10-1991                                                            | Siviglia                                                              | Spagna                                                                | 1 – 2                                                                 | Francia                                                               | Qual. Euro 1992                                                       | -2                                                                    |                                                                       |
| 13-11-1991                                                            | Siviglia                                                              | Spagna                                                                | 2 – 1                                                                 | Cecoslovacchia                                                        | Qual. Euro 1992                                                       | -1                                                                    |                                                                       |
| 15-1-1992                                                             | Torres Novas                                                          | Portogallo                                                            | 0 – 0                                                                 | Spagna                                                                | Amichevole                                                            | -                                                                     | 46’                                                                   |
| 19-2-1992                                                             | Valencia                                                              | Spagna                                                                | 1 – 1                                                                 | Comunità degli Stati Indipendenti                                     | Amichevole                                                            | -1                                                                    |                                                                       |
| 11-3-1992                                                             | Valladolid                                                            | Spagna                                                                | 2 – 0                                                                 | Stati Uniti                                                           | Amichevole                                                            | -                                                                     | cap. 46’                                                              |
| 22-4-1992                                                             | Siviglia                                                              | Spagna                                                                | 3 – 0                                                                 | Albania                                                               | Amichevole                                                            | -                                                                     | cap.                                                                  |
| 9-9-1992                                                              | Santander                                                             | Spagna                                                                | 1 – 0                                                                 | Inghilterra                                                           | Amichevole                                                            | -                                                                     |                                                                       |
| 23-9-1992                                                             | Rīga                                                                  | Lettonia                                                              | 0 – 0                                                                 | Spagna                                                                | Qual. Mondiali 1994                                                   | -                                                                     |                                                                       |
| 14-10-1992                                                            | Belfast                                                               | Irlanda del Nord                                                      | 0 – 0                                                                 | Spagna                                                                | Qual. Mondiali 1994                                                   | -                                                                     |                                                                       |
| 18-11-1992                                                            | Siviglia                                                              | Spagna                                                                | 0 – 0                                                                 | Irlanda                                                               | Qual. Mondiali 1994                                                   | -                                                                     |                                                                       |
| 16-12-1992                                                            | Siviglia                                                              | Spagna                                                                | 5 – 0                                                                 | Lettonia                                                              | Qual. Mondiali 1994                                                   | -                                                                     |                                                                       |
| 27-1-1993                                                             | Las Palmas                                                            | Spagna                                                                | 1 – 1                                                                 | Messico                                                               | Amichevole                                                            | -1                                                                    | cap.                                                                  |
| 24-2-1993                                                             | Siviglia                                                              | Spagna                                                                | 5 – 0                                                                 | Lituania                                                              | Qual. Mondiali 1994                                                   | -                                                                     |                                                                       |
| 31-3-1993                                                             | Copenaghen                                                            | Danimarca                                                             | 1 – 0                                                                 | Spagna                                                                | Qual. Mondiali 1994                                                   | -1                                                                    |                                                                       |
| 28-4-1993                                                             | Siviglia                                                              | Spagna                                                                | 3 – 1                                                                 | Irlanda del Nord                                                      | Qual. Mondiali 1994                                                   | -1                                                                    |                                                                       |
| 2-6-1993                                                              | Vilnius                                                               | Lituania                                                              | 0 – 2                                                                 | Spagna                                                                | Qual. Mondiali 1994                                                   | -                                                                     |                                                                       |
| 8-9-1993                                                              | Alicante                                                              | Spagna                                                                | 2 – 0                                                                 | Cile                                                                  | Amichevole                                                            | -                                                                     | cap.                                                                  |
| 22-9-1993                                                             | Tirana                                                                | Albania                                                               | 1 – 5                                                                 | Spagna                                                                | Qual. Mondiali 1994                                                   | -1                                                                    | cap. 83’                                                              |
| 13-10-1993                                                            | Dublino                                                               | Irlanda                                                               | 1 – 3                                                                 | Spagna                                                                | Qual. Mondiali 1994                                                   | -1                                                                    | cap.                                                                  |
| 17-11-1993                                                            | Siviglia                                                              | Spagna                                                                | 1 – 0                                                                 | Danimarca                                                             | Qual. Mondiali 1994                                                   | -                                                                     | 11’                                                                   |
| 19-1-1994                                                             | Vigo                                                                  | Spagna                                                                | 2 – 2                                                                 | Portogallo                                                            | Amichevole                                                            | -1                                                                    | cap. 73’                                                              |
| 9-2-1994                                                              | Santa Cruz de Tenerife                                                | Spagna                                                                | 1 – 1                                                                 | Polonia                                                               | Amichevole                                                            | -1                                                                    | cap.                                                                  |
| 23-3-1994                                                             | Valencia                                                              | Spagna                                                                | 0 – 2                                                                 | Croazia                                                               | Amichevole                                                            | -2                                                                    | cap. 66’                                                              |
| 2-6-1994                                                              | Tampere                                                               | Finlandia                                                             | 1 – 2                                                                 | Spagna                                                                | Amichevole                                                            | -1                                                                    | cap. 60’                                                              |
| 21-6-1994                                                             | Chicago                                                               | Germania                                                              | 1 – 1                                                                 | Spagna                                                                | Mondiali 1994 - 1º turno                                              | -1                                                                    | cap.                                                                  |
| 27-6-1994                                                             | Chicago                                                               | Bolivia                                                               | 1 – 3                                                                 | Spagna                                                                | Mondiali 1994 - 1º turno                                              | -1                                                                    | cap.                                                                  |
| 2-7-1994                                                              | Washington                                                            | Spagna                                                                | 3 – 0                                                                 | Svizzera                                                              | Mondiali 1994 - Ottavi di finale                                      | -                                                                     | cap.                                                                  |
| 9-7-1994                                                              | Boston                                                                | Italia                                                                | 2 – 1                                                                 | Spagna                                                                | Mondiali 1994 - Quarti di finale                                      | -2                                                                    | cap.                                                                  |
| 7-9-1994                                                              | Limassol                                                              | Cipro                                                                 | 1 – 2                                                                 | Spagna                                                                | Qual. Euro 1996                                                       | -1                                                                    | cap.                                                                  |
| 12-10-1994                                                            | Skopje                                                                | Macedonia                                                             | 0 – 2                                                                 | Spagna                                                                | Qual. Euro 1996                                                       | -                                                                     | cap.                                                                  |
| 16-11-1994                                                            | Siviglia                                                              | Spagna                                                                | 3 – 0                                                                 | Danimarca                                                             | Qual. Euro 1996                                                       | -                                                                     | cap.                                                                  |
| 30-11-1994                                                            | Malaga                                                                | Spagna                                                                | 2 – 0                                                                 | Finlandia                                                             | Amichevole                                                            | -                                                                     | 46’                                                                   |
| 17-12-1994                                                            | Bruxelles                                                             | Belgio                                                                | 1 – 4                                                                 | Spagna                                                                | Qual. Euro 1996                                                       | -1                                                                    | cap.                                                                  |
| 18-1-1995                                                             | La Coruña                                                             | Spagna                                                                | 2 – 2                                                                 | Uruguay                                                               | Amichevole                                                            | -2                                                                    | cap. 46’                                                              |
| 22-2-1995                                                             | Jerez de la Frontera                                                  | Spagna                                                                | 0 – 0                                                                 | Germania                                                              | Amichevole                                                            | -                                                                     | cap. 46’                                                              |
| 29-3-1995                                                             | Siviglia                                                              | Spagna                                                                | 1 – 1                                                                 | Belgio                                                                | Qual. Euro 1996                                                       | -1                                                                    | cap.                                                                  |
| 26-4-1995                                                             | Erevan                                                                | Armenia                                                               | 0 – 2                                                                 | Spagna                                                                | Qual. Euro 1996                                                       | -                                                                     | cap.                                                                  |
| 7-6-1995                                                              | Siviglia                                                              | Spagna                                                                | 1 – 0                                                                 | Armenia                                                               | Qual. Euro 1996                                                       | -                                                                     | cap.                                                                  |
| 6-9-1995                                                              | Granada                                                               | Spagna                                                                | 6 – 0                                                                 | Cipro                                                                 | Qual. Euro 1996                                                       | -                                                                     | cap.                                                                  |
| 20-9-1995                                                             | Madrid                                                                | Spagna                                                                | 2 – 1                                                                 | Argentina                                                             | Amichevole                                                            | -1                                                                    | cap.                                                                  |
| 11-10-1995                                                            | Copenaghen                                                            | Danimarca                                                             | 1 – 1                                                                 | Spagna                                                                | Qual. Euro 1996                                                       | -1                                                                    | cap.                                                                  |
| 15-11-1995                                                            | Siviglia                                                              | Spagna                                                                | 3 – 0                                                                 | Macedonia                                                             | Qual. Euro 1996                                                       | -                                                                     | cap.                                                                  |
| 24-4-1996                                                             | Oslo                                                                  | Norvegia                                                              | 0 – 0                                                                 | Spagna                                                                | Amichevole                                                            | -                                                                     | cap.                                                                  |
| 9-6-1996                                                              | Leeds                                                                 | Bulgaria                                                              | 1 – 1                                                                 | Spagna                                                                | Euro 1996 - 1º turno                                                  | -1                                                                    | cap.                                                                  |
| 15-6-1996                                                             | Leeds                                                                 | Francia                                                               | 1 – 1                                                                 | Spagna                                                                | Euro 1996 - 1º turno                                                  | -1                                                                    | cap.                                                                  |
| 18-6-1996                                                             | Leeds                                                                 | Romania                                                               | 1 – 2                                                                 | Spagna                                                                | Euro 1996 - 1º turno                                                  | -1                                                                    | cap.                                                                  |
| 22-6-1996                                                             | Londra                                                                | Spagna                                                                | 0 – 0 dts (2 – 4 dtr)                                                 | Inghilterra                                                           | Euro 1996 - Quarti di finale                                          | -                                                                     | cap.                                                                  |
| 4-9-1996                                                              | Toftir                                                                | Fær Øer                                                               | 2 – 6                                                                 | Spagna                                                                | Qual. Mondiali 1998                                                   | -2                                                                    | cap.                                                                  |
| 9-10-1996                                                             | Praga                                                                 | Rep. Ceca                                                             | 0 – 0                                                                 | Spagna                                                                | Qual. Mondiali 1998                                                   | -                                                                     | cap.                                                                  |
| 13-11-1996                                                            | Santa Cruz de Tenerife                                                | Spagna                                                                | 4 – 1                                                                 | Slovacchia                                                            | Qual. Mondiali 1998                                                   | -1                                                                    | cap.                                                                  |
| 14-12-1996                                                            | Valencia                                                              | Spagna                                                                | 2 – 0                                                                 | Jugoslavia                                                            | Qual. Mondiali 1998                                                   | -                                                                     | cap.                                                                  |
| 18-12-1996                                                            | Ta' Qali                                                              | Malta                                                                 | 0 – 3                                                                 | Spagna                                                                | Qual. Mondiali 1998                                                   | -                                                                     | cap.                                                                  |
| 12-2-1997                                                             | Alicante                                                              | Spagna                                                                | 4 – 0                                                                 | Malta                                                                 | Qual. Mondiali 1998                                                   | -                                                                     | cap.                                                                  |
| 30-4-1997                                                             | Belgrado                                                              | Jugoslavia                                                            | 1 – 1                                                                 | Spagna                                                                | Qual. Mondiali 1998                                                   | -1                                                                    | cap.                                                                  |
| 8-6-1997                                                              | Valladolid                                                            | Spagna                                                                | 1 – 0                                                                 | Rep. Ceca                                                             | Qual. Mondiali 1998                                                   | -                                                                     | cap.                                                                  |
| 24-9-1997                                                             | Bratislava                                                            | Slovacchia                                                            | 1 – 2                                                                 | Spagna                                                                | Qual. Mondiali 1998                                                   | -1                                                                    | cap.                                                                  |
| 11-10-1997                                                            | Gijón                                                                 | Spagna                                                                | 3 – 1                                                                 | Fær Øer                                                               | Qual. Mondiali 1998                                                   | -1                                                                    | cap.                                                                  |
| 19-11-1997                                                            | Palma di Maiorca                                                      | Spagna                                                                | 1 – 1                                                                 | Romania                                                               | Amichevole                                                            | -1                                                                    | cap.                                                                  |
| 28-1-1998                                                             | Saint-Denis                                                           | Francia                                                               | 1 – 0                                                                 | Spagna                                                                | Amichevole                                                            | -1                                                                    | cap.                                                                  |
| 25-3-1998                                                             | Vigo                                                                  | Spagna                                                                | 4 – 0                                                                 | Svezia                                                                | Amichevole                                                            | -                                                                     | cap.                                                                  |
| 13-6-1998                                                             | Nantes                                                                | Spagna                                                                | 2 – 3                                                                 | Nigeria                                                               | Mondiali 1998 - 1º turno                                              | -3                                                                    | cap.                                                                  |
| 19-6-1998                                                             | Saint-Étienne                                                         | Paraguay                                                              | 0 – 0                                                                 | Spagna                                                                | Mondiali 1998 - 1º turno                                              | -                                                                     | cap.                                                                  |
| 24-6-1998                                                             | Lens                                                                  | Bulgaria                                                              | 1 – 6                                                                 | Spagna                                                                | Mondiali 1998 - 1º turno                                              | -1                                                                    | cap.                                                                  |
| Totale                                                                |                                                                       | Presenze (6º posto)                                                   | 126                                                                   |                                                                       | Reti                                                                  | -99                                                                   |                                                                       |

### Record
- Calciatore insieme a Joaquin Sanchez con più presenze in Primera División (622).

## Palmarès

### Club

#### Competizioni nazionali
- Campionato spagnolo: 6

Athletic Bilbao: 1982-1983, 1983-1984
Barcellona: 1990-1991, 1991-1992, 1992-1993, 1993-1994
- Coppa di Spagna: 3

Athletic Bilbao: 1983-1984
Barcellona: 1987-1988, 1989-1990
- Supercoppa di Spagna: 3

Athletic Bilbao: 1984
Barcellona: 1991, 1992

#### Competizioni internazionali
- Coppa delle Coppe: 1

Barcellona: 1988-1989
- Coppa dei Campioni: 1

Barcellona: 1991-1992
- Supercoppa UEFA: 1

Barcellona: 1992

### Individuale
- Trofeo Zamora: 1

1986-1987
- Calciatore spagnolo dell'anno: 1

1987